# Amphiuma tridactylum
Amphiuma tridactylum är en salamander som beskrevs av Cuvier 1827. Amphiuma tridactylum ingår i släktet Amphiuma och familjen Amphiumidae. IUCN kategoriserar arten globalt som livskraftig. Inga underarter finns listade i Catalogue of Life.